# Günter Zamp Kelp

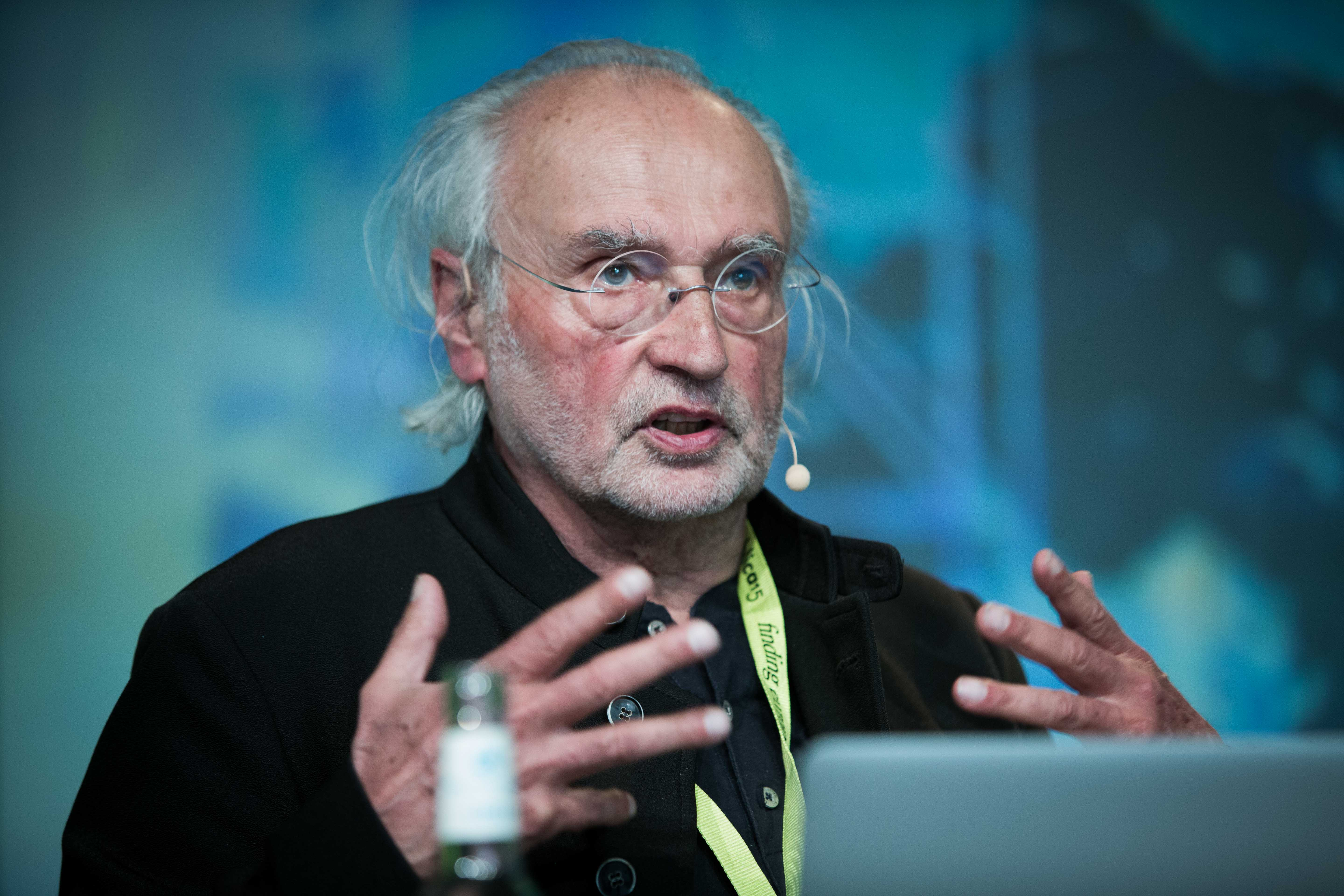
Günter Zamp Kelp (2015)

Günter Zamp Kelp (* 26. August 1941 in Bistritz, Transsylvanien) ist ein österreichischer Architekt und Hochschullehrer i. R., der in Berlin lebt und arbeitet.

## Werdegang

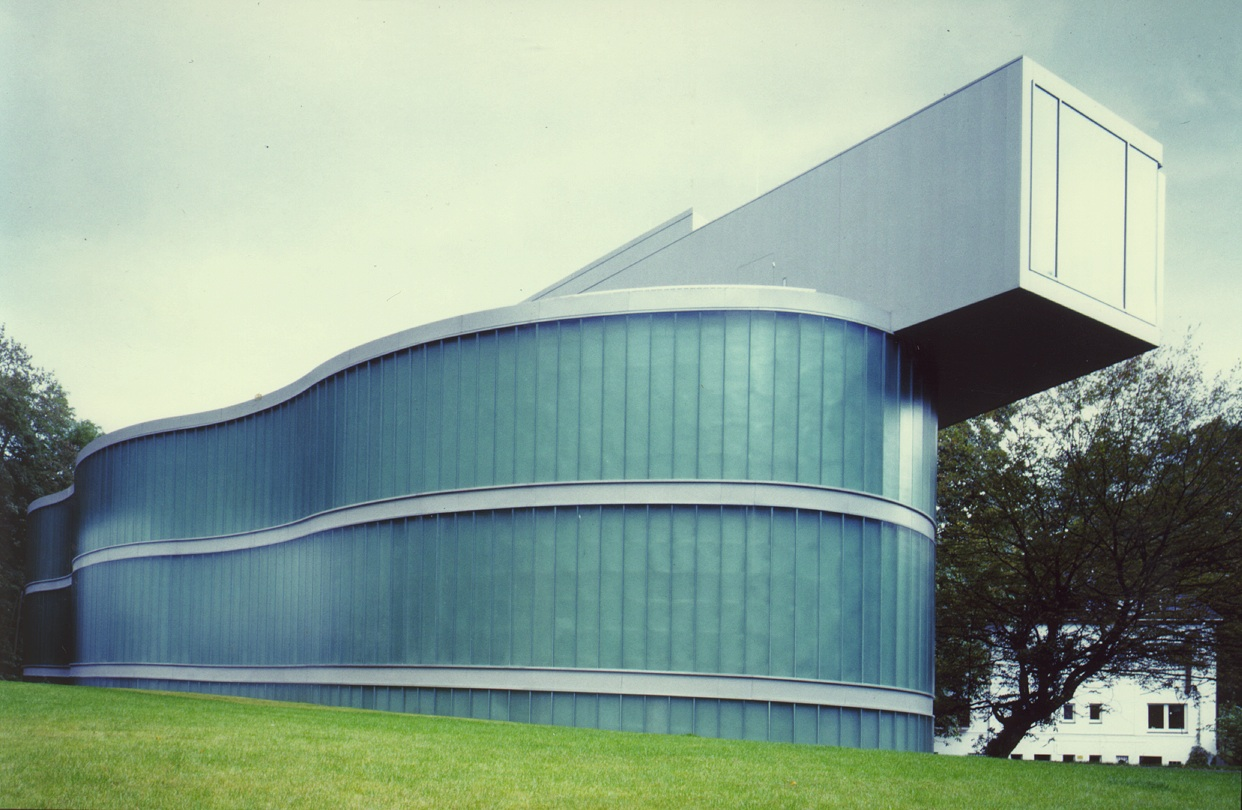
Neanderthal Museum

1967 beendete er ein Architektur-Studium an der TU Wien und war dort bis 1969 Assistent bei Karl Schwanzer. Im selben Jahr gründete Zamp Kelp zusammen mit dem Architekten Laurids Ortner und dem Maler Klaus Pinter die Architekten- und Künstlergruppe Haus-Rucker-Co in Wien, die bis 1992 aktiv war. Parallel zu seiner Tätigkeit als Architekt und Künstler (dreimalige Teilnahme an der documenta 1972, 1977, 1982) hatte er diverse Gastprofessuren inne, unter anderem an der Cornell University (1981), am Städelschen Kunstinstitut (1988) und der TU Wien (1995). Im Jahr 1988 folgte er dem Ruf an die Hochschule der Künste Berlin und lehrte dort bis 2009 Gebäudeplanung, Raumgestaltung und Vermittlungstechnik.

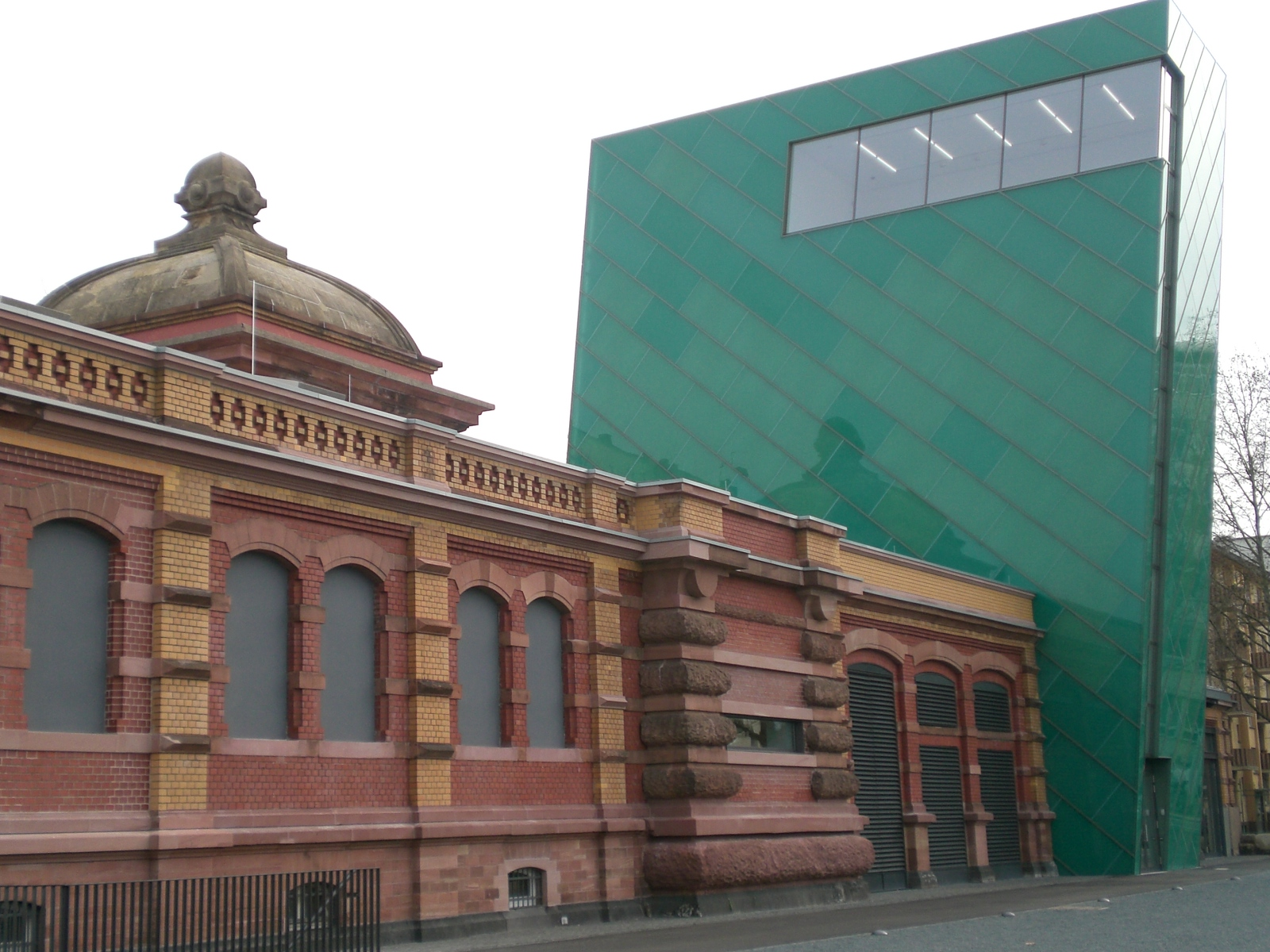
Kunsthalle Mainz

## Bauten
Nach Auflösung von Haus-Rucker-Co 1992 entstand das Neanderthal Museum in Mettmann bei Düsseldorf 1993–1996 zusammen mit Julius Krauss und Arno Brandlhuber, das Haus vor dem Wind 2000–2006 im Rheinhafen Düsseldorf, sowie zusammen mit den Innenarchitekten neo.studio (Neumann Schneider Architekten) 2007 die Kunsthalle Mainz im Rheinhafen von Mainz.